# Featherlight
Featherlight è il primo singolo ad essere estratto da Back to Now, terzo album da solista di Skye Edwards, nell'ottobre del 2012.

## Tracce

### UK CD single
1. Featherlight
2. Featherlight (Monophonix Remix)
3. Featherlight (Ulrich Schnauss Remix)